# Красный Яр (регбийный клуб)
«Красный Яр» — команда по регби из Красноярска. Основан в 1969 г. Прежние названия: «Политехник» (1969—1981), «ЭкскаваторТяжСтрой» (1981—1989), «КрасноярскЭкскаваторСтрой» (1989—1990), с 1990 года — «Красный Яр». Выступает в чемпионате России.

## Достижения
Чемпионат СССР
- Чемпион: 1990, 1991
- Серебряный призёр: 1988
- Бронзовый призёр: 1989

Чемпионат России
- Чемпион (10 раз): 1992, 1994, 1995, 1996, 1997, 1998, 2000, 2001, 2013, 2015
- Серебряный призёр (11 раз): 1993, 1999, 2002, 2006, 2011, 2012, 2014, 2016, 2017, 2018, 2019
- Бронзовый призёр (7 раз): 2003, 2004, 2005, 2009, 2010, 2021, 2023

Кубок России
- Обладатель (10 раз): 1995, 1996, 1998, 2003, 2006, 2011, 2013, 2015, 2018, 2019
- Финалист (6 раз): 1993, 1997, 2002, 2005, 2020, 2023, 2024

Суперкубок России
- Обладатель: 2016

Кубок Николаева
- Обладатель: 2019, 2020

## История

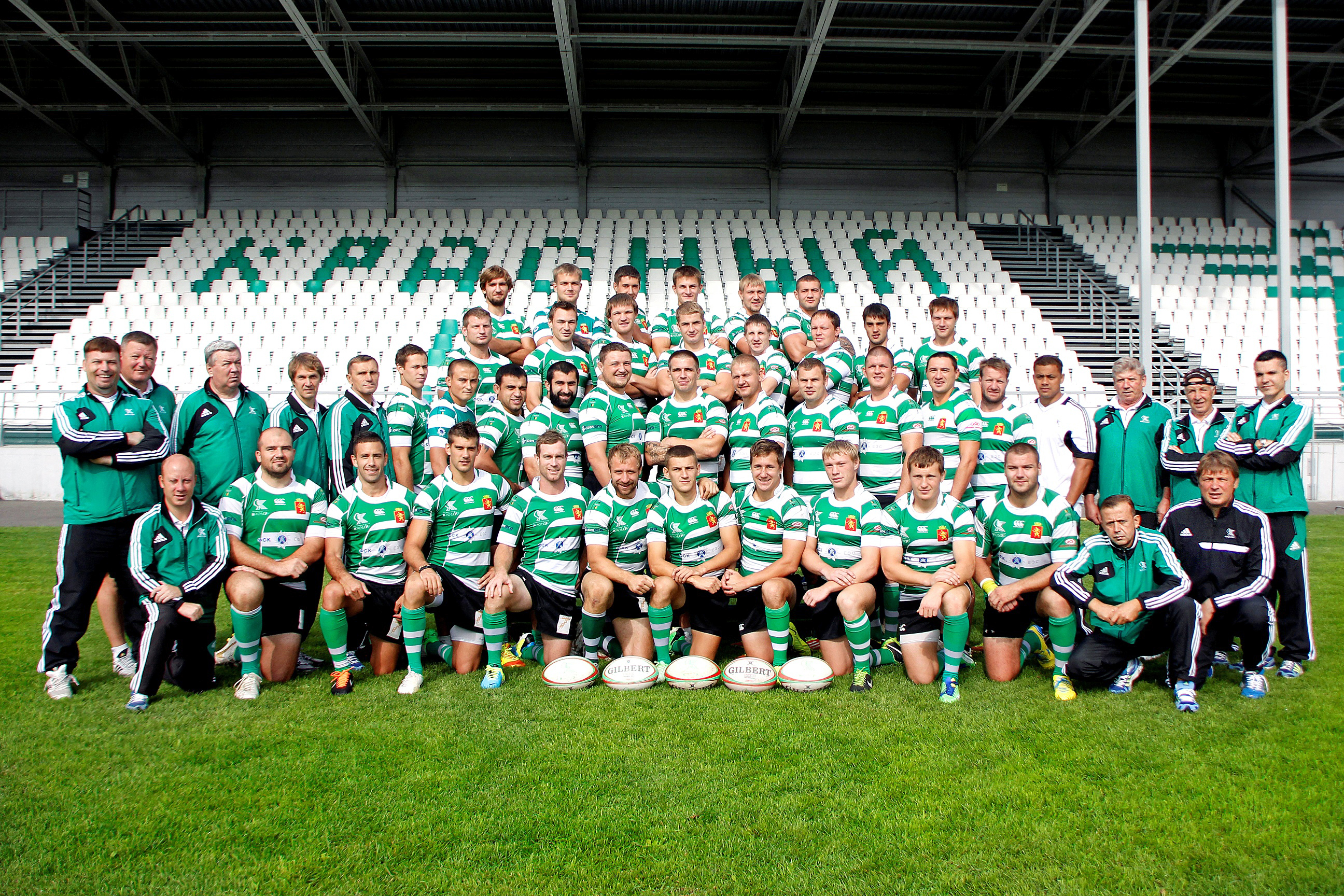
Команда в 2013 году

- 1969 год — зарождение регби в Красноярске. Леонид Тихонович Сабинин, преподаватель Красноярского политехнического института, организовал команду «Политехник».
- 1970 год — клуб принимал участие в отборочных матчах первенства РСФСР.
- 1972 год — третье место в чемпионате РСФСР.
- 1976 год — команда дошла по полуфинала Кубка СССР.
- 1977 год — дебют в высшей лиге чемпионата СССР.
- 1981 год — на базе «Политехника» образована новая команда «ЭкскаваторТяжСтрой», которую возглавил В. А. Грачёв. Победа в первенстве РСФСР.
- 1986 год — «ЭкскаваторТяжСтрой» занял 7-е место в чемпионате СССР.
- 1987 год — результат улучшен до 6-го места в чемпионате СССР[1].
- 1988 год — серебряные медали чемпионата СССР и первое место в чемпионате РСФСР.
- 1989 год — новое название «КрасноярскЭкскаваторСтрой», выход в финал Кубка СССР по регби и бронза чемпионата СССР по регби.
- 1990 год — команда получила новое название «Красный Яр» и выиграла первое золото чемпионата СССР по регби (10 октября 1990 года, обыграв ташкентскую «Звезду» со счётом 29:7, «Красный Яр» за тур до конца чемпионата СССР обеспечил себе победу). Чемпионский состав: Евгений Кобылкин, Леонид Ковель, Рашид Бикбов, Николай Киселёв, Сергей Крыкса, Андрей Малинин, Андрей Кожухов, Владимир Негодин, Юрий Краснобаев, Юрий Николаев, Александр Первухин, Сергей Патласов, Михаил Карпов, Евгений Мочнев, Александр Закарлюк, Игорь Куперман, Дмитрий Храмогин, Сергей Староватов, Александр Гамоскин, Игорь Николайчук, Вячеслав Зыков, Виктор Зданович. Начальник команды — Сергей Чупров. Старший тренер — Владимир Грачёв[2].
- 1991 год — последний победитель чемпионата СССР.
- 1992 год — «Красный Яр» стал первым в истории победителем чемпионата России по регби. Команда совершила выезд в Шотландию и приняла в Красноярске клуб «Барбарианс» — неофициальную сборную мира.
- 1993 год — красноярцы на год уступили золото монинцам из ВВА им. Ю. А. Гагарина (ныне «ВВА-Подмосковье»).
- 1994 год — клуб вновь выиграл золото чемпионата России.
- 1995 год — золото чемпионата России и победа в Кубке России.
- 1996 год — снова дубль.
- 1997 год — победа в чемпионате России. В финале кубка страны красноярцы уступили ВВА им. Ю. А. Гагарина.
- 1998 год — пятое золото подряд.
- 1999 год — смена «золотого» поколения в клубе — и, как итог, второе место в чемпионате России.
- 2000 год — в суперфинале клуб переиграл земляков из «Сибтяжмаша».
- 2001 год — золотые медали. Второй год подряд в финале встретились красноярские клубы «Енисей-СТМ» и «Красный Яр».
- 2002 год — в клуб пришёл тренер из ЮАР Джеймс Штоффберг вместе с четырьмя южноафриканскими игроками. Золото досталось землякам из «Енисея-СТМ», а «Красный Яр» завоевал серебром.
- 2003 год — бронза чемпионата России по регби и выигрыш Кубка.
- 2004 год — главным тренером стал Юрий Краснобаев, а Владимир Грачёв занял пост президента клуба. Сезон клуб закончил на третьем месте.
- 2005 год — «Красный Яр» снова третий.
- 2006 год — в полуфинале чемпионата клуб обыграл земляков из «Енисея-СТМ», но в двухматчевом финале уступил регбистам «ВВА-Подмосковье». Выигрыш Кубка России по регби.
- 2007 год — главным тренером стал Рашид Бикбов. Сезон для клуба сложился крайне неудачно, впервые за много лет клуб остался без медалей первенства страны.
- 2008 год — команду возглавили французские тренеры Кристиан Панзаволта[3] и его помощник Пьер-Андре Шадебег.
- 2009 год — бронза первенства России. По ходу сезона французские тренеры были отправлены в отставку, исполняющим обязанности был назначен Юрий Николаев, позже ставший полноценным главнмы тренером.
- 2011 год — команда провела дома товарищеский матч с командой Оксфордского университета[англ.][4].
- 2013 год — в тренерский штаб пришёл Сиуа «Джош» Таумалоло, бывший тонганский регбист, работавший в штабе сборной России. 13 апреля 2013 году после тяжелой и продолжительный болезни умер тренер Юрий Николаев. Перед началом официальных матчей главным тренером назначен бывший игрок «КЯ» Игорь Николайчук. В этом году команда сделала золотой дубль (выиграла Кубок и чемпионат).
- 2014 год — серебро чемпионата России.
- 2015 год — золотой дубль (Кубок и чемпионат).
- 2016 год — победа в Суперкубке России. В октябре «Красный Яр» дебютировал в еврокубках — Challenge Cup. В квалификационном турнире «Красный Яр» сыграл четыре матча, выиграл у одного из лидеров чемпионата Италии «Мольяно» — 48:24.
- 2018 год — третье подряд серебро чемпионата. Выигрыш Кубка России.
- 2019 год — четвёртое подряд серебро чемпионата. Выигрыш Кубка России.
- 2020 год — клуб стал участником только что созданной Континентальной клубной регбийной лиги[5]

## Главные тренеры клуба
- Леонид Сабинин (1969—1978)
- / Владимир Грачёв (1978—2002)
- Валерьян Багдасаров (1995—2002)[6]
- Джеймс Штоффберг (2002)
- Юрий Краснобаев (2003—2007)
- Рашид Бикбов (2007—2009)
- Кристиан Панзаволта (2009)[7]
- Юрий Николаев (2009—2013)[8]
- Игорь Николайчук (2013—2019)[9]
- Джош Таумалоло (2019—2021)
- Игорь Николайчук (2021—2022)
- Ульрих Бейерс[англ.] (с 2022)

## Известные игроки

### СССР иРоссия
- Василий Артемьев
- Валерьян Багдасаров
- Сергей Баженов
- Азамат Битиев
- Игорь Галиновский
- Александр Гамоскин
- Андрей Гарбузов
- Назир Гасанов
- Александр Гвоздовский
- Кирилл Голосницкий
- Кирилл Готовцев
- Виктор Гресев
- Максим Егоров
- Александр Закарлюк
- Егор Зыков
- Анатолий Ивашкин[10]
- Андрей Келлер
- Максим Киселёв
- Николай Киселёв[10]
- Евгений Кобылкин
- Юрий Краснобаев
- Сергей Крыкса[10]
- Игорь Куперман
- Алексей Маковецкий
- Андрей Науменко[10]
- Иван Науменко
- Владимир Негодин[10]
- Константин Некрасов
- Юрий Николаев[10]
- Игорь Николайчук[10]
- Сергей Новосёлов
- Иван Овчинников
- Андрей Отроков
- Сергей Патласов
- Гор Петросян
- Антон Рябов
- Сергей Сугробов
- Максим Тимощук
- Александр Хомяков[11]
- Александр Худяков
- Валерий Цнобиладзе
- Григорий Цнобиладзе
- Владимир Чабан
- Рушан Ягудин

### Иностранные
- Эдди Паэа
- Лаша Малагурадзе[12]
- Михаил Циклаури
- Каролис Навицкас
- Виктор Архип[13]
- Максим Кобылаш[13]
- / Виктор Леон[14]
- Олег Препелицэ[13]
- Вячеслав Титика[13]
- Марти Бэнкс[англ.]
- Глен Грегори[15]
- Кэмпбелл Джонстон[англ.]
- Джон Додд[15]
- Крэйг Клэр[англ.]
- Скотт Коуэн[англ.]
- Риз Морган[16]
- Тоби Морланд[англ.]
- Пехи Ти Фаре[англ.][15]
- Том Флеминг[15]
- Глен Хортон[англ.]
- Фангатапу Апикотопа[17]
- Альберт Матаеле
- Кама Сакалия
- Сионе Фукофука
- Антуан Деррстрофф[18]
- Ник Макленнан[англ.]
- Конрад Брейтенбах[19]
- Вернер Питерс[19]
- Райнер Фольшенк[19]
- Йохан Хендрикс[19]